# Denemarken op het wereldkampioenschap voetbal 2010
Denemarken was een van de deelnemende landen aan het wereldkampioenschap voetbal 2010 in Zuid-Afrika. De laatste deelname van de Denen was in 2002. Denemarken kwalificeerde zich als een van de dertien Europese landen.

## Oefeninterlands
Denemarken speelde vier oefeninterlands in de aanloop naar het WK voetbal 2010 in Zuid-Afrika.
|                                                             |                                      |       |                      |                                                                                       |
| 3 maart 2010 Vriendschappelijk «onderlinge duels» 19:30 uur | Oostenrijk                           | 2 – 1 | Denemarken           | Ernst-Happel-Stadion, Wenen Toeschouwers: 13.500 Scheidsrechter: Pavel Královec (CZE) |
| 3 maart 2010 Vriendschappelijk «onderlinge duels» 19:30 uur | Franz Schiemer 12' Roman Wallner 37' |       | 17' Nicklas Bendtner | Ernst-Happel-Stadion, Wenen Toeschouwers: 13.500 Scheidsrechter: Pavel Královec (CZE) |

|                                                            |                                             |       |         |                                                                                   |
| 27 mei 2010 Vriendschappelijk «onderlinge duels» 19:15 uur | Denemarken                                  | 2 – 0 | Senegal | Energi Nord Arena, Aalborg Toeschouwers: 14.112 Scheidsrechter: Bas Nijhuis (NED) |
| 27 mei 2010 Vriendschappelijk «onderlinge duels» 19:15 uur | Christian Poulsen 26' Thomas Enevoldsen 90' |       |         | Energi Nord Arena, Aalborg Toeschouwers: 14.112 Scheidsrechter: Bas Nijhuis (NED) |

|                                                            |                    |       |            |                                                                                      |
| 1 juni 2010 Vriendschappelijk «onderlinge duels» 13:00 uur | Australië          | 1 – 0 | Denemarken | Ruimsig Stadion, Roodepoort Toeschouwers: 6.000 Scheidsrechter: Daniel Bennett (RSA) |
| 1 juni 2010 Vriendschappelijk «onderlinge duels» 13:00 uur | Joshua Kennedy 71' |       |            | Ruimsig Stadion, Roodepoort Toeschouwers: 6.000 Scheidsrechter: Daniel Bennett (RSA) |

|                                                            |                    |       |            | |
| 5 juni 2010 Vriendschappelijk «onderlinge duels» 13:00 uur | Zuid-Afrika        | 1 – 0 | Denemarken | Lucas Masterpieces Moripe Stadium, Pretoria Toeschouwers: 28.000 Scheidsrechter: Charles Mbaga (TAN) |
| 5 juni 2010 Vriendschappelijk «onderlinge duels» 13:00 uur | Katlego Mphela 76' |       |            | Lucas Masterpieces Moripe Stadium, Pretoria Toeschouwers: 28.000 Scheidsrechter: Charles Mbaga (TAN) |

## Selectie
Op 28 mei 2010 maakte bondscoach Morten Olsen zijn WK-selectie bekend.
| Nummer / Naam       | Nummer / Naam       | Geboortedatum | Caps | Goals | Club             | Duels | Goal | Kreeg geel | Kreeg voor de tweede keer geel en dus rood | Weggestuurd |
| Doel                | Doel                | Doel          | Doel | Doel  | Doel             | Doel  | Doel | Doel       | Doel                                       | Doel        |
| ------------------- | ------------------- | ------------- | ---- | ----- | ---------------- | ----- | ---- | ---------- | ------------------------------------------ | ----------- |
| 1                   | Thomas Sørensen     | 12/06/1976    |      |       | Stoke City       | 3     | 0    | 1          | 0                                          | 0           |
| 16                  | Stephan Andersen    | 26/11/1981    |      |       | Brøndby          | 0     | 0    | 0          | 0                                          | 0           |
| 22                  | Jesper Christiansen | 24/04/1978    |      |       | FC Kopenhagen    | 0     | 0    | 0          | 0                                          | 0           |
| Verdediging         |                     |               |      |       |                  |       |      |            |                                            |             |
| 3                   | Simon Kjær          | 26/03/1989    |      |       | Palermo          | 2     | 0    | 2          | 0                                          | 0           |
| 4                   | Daniel Agger        | 12/12/1984    |      |       | Liverpool        | 3     | 0    | 0          | 0                                          | 0           |
| 5                   | William Kvist       | 24/02/1985    |      |       | FC Kopenhagen    | 0     | 0    | 0          | 0                                          | 0           |
| 6                   | Lars Jacobsen       | 20/09/1979    |      |       | Blackburn Rovers | 3     | 0    | 0          | 0                                          | 0           |
| 13                  | Per Krøldrup        | 31/07/1979    |      |       | Fiorentina       | 1     | 0    | 1          | 0                                          | 0           |
| 15                  | Simon Poulsen       | 07/10/1984    |      |       | AZ               | 3     | 0    | 0          | 0                                          | 0           |
| 23                  | Patrick Mtiliga     | 28/01/1981    |      |       | Málaga           | 0     | 0    | 0          | 0                                          | 0           |
| Middenveld          |                     |               |      |       |                  |       |      |            |                                            |             |
| 2                   | Christian Poulsen   | 28/02/1980    |      |       | Juventus         | 2     | 0    | 1          | 0                                          | 0           |
| 7                   | Daniel Jensen       | 25/06/1979    |      |       | Werder Bremen    | 1     | 0    | 0          | 0                                          | 0           |
| 8                   | Jesper Grønkjær     | 12/08/1977    |      |       | FC Kopenhagen    | 2     | 0    | 0          | 0                                          | 0           |
| 10                  | Martin Jørgensen    | 06/10/1975    |      |       | Aarhus           | 3     | 0    | 0          | 0                                          | 0           |
| 12                  | Thomas Kahlenberg   | 20/03/1983    |      |       | VfL Wolfsburg    | 3     | 0    | 0          | 0                                          | 0           |
| 14                  | Jakob Poulsen       | 07/07/1983    |      |       | Aarhus           | 1     | 0    | 0          | 0                                          | 0           |
| 17                  | Mikkel Beckmann     | 24/10/1983    |      |       | Randers          | 1     | 0    | 0          | 0                                          | 0           |
| 20                  | Thomas Enevoldsen   | 27/07/1987    |      |       | FC Groningen     | 1     | 0    | 0          | 0                                          | 0           |
| 21                  | Christian Eriksen   | 14/02/1992    |      |       | Ajax             | 2     | 0    | 0          | 0                                          | 0           |
| Aanval              |                     |               |      |       |                  |       |      |            |                                            |             |
| 9                   | Jon Dahl Tomasson   | 29/08/1976    |      |       | Feyenoord        | 2     | 1    | 0          | 0                                          | 0           |
| 11                  | Nicklas Bendtner    | 16/01/1988    |      |       | Arsenal          | 3     | 1    | 1          | 0                                          | 0           |
| 18                  | Søren Larsen        | 06/09/1981    |      |       | MSV Duisburg     | 1     | 0    | 0          | 0                                          | 0           |
| 19                  | Dennis Rommedahl    | 22/07/1978    |      |       | Ajax             | 3     | 1    | 0          | 0                                          | 0           |
| Bondscoach          |                     |               |      |       |                  |       |      |            |                                            |             |
| Vlag van Denemarken | Morten Olsen        | 14/08/ 1949   |      |       |                  |       |      |            |                                            |             |

## WK-wedstrijden

### Groep E
|                                           |                                        |           |            |                                                                                |
| 14 juni 2010 «onderlinge duels» 13:30 uur | Nederland                              | 2 – 0     | Denemarken | Soccer City, Johannesburg Toeschouwers: 83.465 Scheidsrechter: Stéphane Lannoy |
| 14 juni 2010 «onderlinge duels» 13:30 uur | Daniel Agger 47' (e.d.) Dirk Kuijt 85' | (details) |            | Soccer City, Johannesburg Toeschouwers: 83.465 Scheidsrechter: Stéphane Lannoy |

|                                           |                  |           |                                           |                                                                                        |
| 19 juni 2010 «onderlinge duels» 20:30 uur | Kameroen         | 1 – 2     | Denemarken                                | Loftus Versfeld Stadion, Pretoria Toeschouwers: 38.000 Scheidsrechter: Jorge Larrionda |
| 19 juni 2010 «onderlinge duels» 20:30 uur | Samuel Eto'o 10' | (details) | 33' Nicklas Bendtner 61' Dennis Rommedahl | Loftus Versfeld Stadion, Pretoria Toeschouwers: 38.000 Scheidsrechter: Jorge Larrionda |

|                                           |                       |           |                                                        |                                                                                      |
| 24 juni 2010 «onderlinge duels» 20:30 uur | Denemarken            | 1 – 3     | Japan                                                  | Royal Bafokeng Stadion, Rustenburg Toeschouwers: 27.967 Scheidsrechter: Jerome Damon |
| 24 juni 2010 «onderlinge duels» 20:30 uur | Jon Dahl Tomasson 81' | (details) | 17' Keisuke Honda 30' Yasuhito Endo 87' Shinji Okazaki | Royal Bafokeng Stadion, Rustenburg Toeschouwers: 27.967 Scheidsrechter: Jerome Damon |

### Eindstand
| Land       | Wed | Win | Gel | Ver | DV | DT | +/- | Pnt |
| ---------- | --- | --- | --- | --- | -- | -- | --- | --- |
| Nederland  | 3   | 3   | 0   | 0   | 5  | 1  | +4  | 9   |
| Japan      | 3   | 2   | 0   | 1   | 4  | 2  | +2  | 6   |
| Denemarken | 3   | 1   | 0   | 2   | 3  | 6  | –3  | 3   |
| Kameroen   | 3   | 0   | 0   | 3   | 2  | 5  | –3  | 0   |

DBU · A-internationals · Selecties · Bondscoaches · Deens vrouwenelftal · Olympisch elftal · Denemarken U21 · Denemarken U20 · Denemarken U19 · Denemarken U18 · Denemarken U17 · Denemarken U16 · Vrouwen U17
1908 – 1919 ·
1920 – 1929 ·
1930 – 1939 ·
1940 – 1949 ·
1950 – 1959 ·
1960 – 1969 ·
1970 – 1979 ·
1980 – 1989 ·
1990 – 1999 ·
2000 – 2009 ·
2010 – 2019 ·
2020 − 2029
EK's: 1964 · 
1984 · 
1988 · 
1992 · 
1996 · 
2000 · 
2004 · 
2012 · 
2020 · 
2024
WK's: 1986 · 
1998 · 
2002 · 
2010 · 
2018 · 
2022
OS: 1908 · 
1912 · 
1920 · 
1948 · 
1952 · 
1960 · 
1972 · 
1992 · 
2016
1908 · 
1909 · 
1910 · 
1911 · 
1912 · 
1913 · 
1914 · 
1915 · 
1916 · 
1917 · 
1918 · 
1919 · 
1920 · 
1921 · 
1922 · 
1923 · 
1924 · 
1925 · 
1926 · 
1927 · 
1928 · 
1929 · 
1930 · 
1931 · 
1932 · 
1933 · 
1934 · 
1935 · 
1936 · 
1937 · 
1938 · 
1939 · 
1940 · 
1941 · 
1942 · 
1943 · 
1944 · 
1946 · 
1947 · 
1948 · 
1949 · 
1950 · 
1952 · 
1952 · 
1953 · 
1954 · 
1955 · 
1956 · 
1957 · 
1958 · 
1959 · 
1960 · 
1961 · 
1962 · 
1963 · 
1964 · 
1965 · 
1966 · 
1967 · 
1968 · 
1969 · 
1970 · 
1971 · 
1972 · 
1973 · 
1974 · 
1975 · 
1976 · 
1977 · 
1978 · 
1979 · 
1980 · 
1981 · 
1982 · 
1983 · 
1984 · 
1985 · 
1986 · 
1987 · 
1988 · 
1989 · 
1990 ·
1991 · 
1992 · 
1993 · 
1994 · 
1995 · 
1996 · 
1997 · 
1998 · 
1999 · 
2000 · 
2001 · 
2002 · 
2003 · 
2004 · 
2005 · 
2006 · 
2007 · 
2008 · 
2009 · 
2010 · 
2011 · 
2012 · 
2013 · 
2014 · 
2015 · 
2016 · 
2017 · 
2018 ·
2019 ·
2020 ·
2021 ·
2022 ·
2023
Albanië ·
Algerije ·
Argentinië ·
Armenië ·
Australië ·
België ·
Bermuda ·
Bosnië en Herzegovina · 
Brazilië ·
Bulgarije ·
Canada ·
Chili ·
Cyprus ·
DDR ·
Duitsland ·
Ecuador ·
Egypte ·
Engeland ·
Estland ·
Faeröer · 
Finland · 
Frankrijk ·
Gambia ·
Georgië ·
Ghana ·
Gibraltar ·
GOS ·
Griekenland ·
Honduras ·
Hongarije ·
Hongkong ·
Ierland ·
IJsland ·
Indonesië ·
Iran ·
Israël ·
Italië ·
Japan ·
Joegoslavië ·
Kameroen ·
Kazachstan ·
Kosovo · 
Kroatië · 
Letland ·
Liechtenstein ·
Litouwen ·
Luxemburg ·
Malta ·
Marokko ·
Mexico ·
Moldavië · 
Montenegro · 
Nederland ·
Nederlandse Antillen ·
Nigeria ·
Noord-Ierland ·
Noord-Macedonië ·
Noorwegen ·
Oekraïne ·
Oostenrijk ·
Panama ·
Paraguay ·
Peru ·
Polen ·
Portugal ·
Roemenië ·
Rusland ·
San Marino ·
Saoedi-Arabië ·
Schotland ·
Senegal ·
Servië ·
Singapore ·
Slovenië ·
Slowakije ·
Sovjet-Unie ·
Spanje ·
Suriname ·
Thailand ·
Togo · 
Tsjechië ·
Tsjecho-Slowakije ·
Tunesië · 
Turkije · 
Uruguay ·
Verenigde Arabische Emiraten ·
Verenigde Staten ·
Wales ·
Wit-Rusland ·
Zuid-Afrika ·
Zuid-Korea ·
Zweden ·
Zwitserland
Argentinië (1995) · 
Australië (2018) ·
Australië (2022) · 
België (2021) · 
Duitsland (1992) · 
Duitsland (2012) · 
Engeland (2021) · 
Finland (2021) · 
Frankrijk (2002) · 
Frankrijk (2018) · 
Japan (2010) · 
Kameroen (2010) · 
Kroatië (2018) · 
Nederland (2010) · 
Nederland (2012) · 
Peru (2018) · 
Portugal (2012) · 
Rusland (2021) · 
Senegal (2002) · 
Tsjechië (2021) · 
Uruguay (2002) · 
Wales (2021)